# Polosiri
Polosiri is een bestuurslaag in het regentschap Semarang van de provincie Midden-Java, Indonesië. Polosiri telt 3067 inwoners (volkstelling 2010).